# Häfen (Bremen)
Häfen ist ein Stadtteil von Bremen und gehört zum Bremer Stadtbezirk Mitte, aber zu den Ortsämtern West und Neustadt/Woltmershausen.

## Geografie und Ortsteile

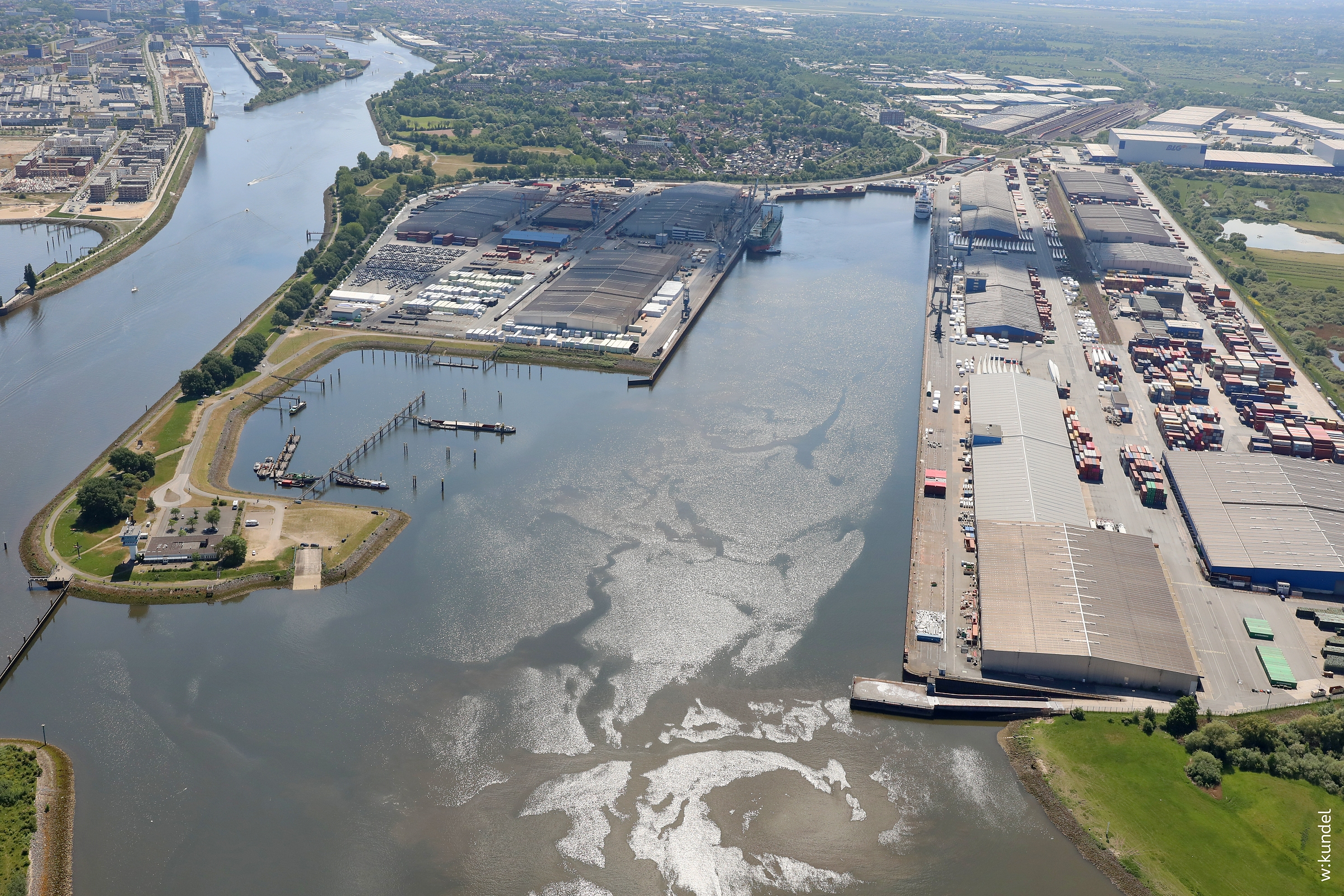
Der Neustädter Hafen liegt auf der linken Weserseite und ist in den sechziger Jahren entstanden

Der Stadtteil Häfen stellt kein zusammenhängendes Gebiet dar, sondern besteht aus drei räumlich getrennten Flächen – zwei im Westen Bremens (Neustädter und Hohentorshafen links sowie Industriehafen rechts der Weser) und eine etwa 45 km weiter nördlich, das Stadtbremische Überseehafengebiet Bremerhaven.

### Ehemaliger Ortsteil Handelshäfen
Aufgrund der geänderten Nutzung des Überseehafengebietes wurden die stadtbremischen Verwaltungsbezirke durch das Ortsgesetz vom 24. März 2009 (BremGBl S. 93) neu geordnet. Dadurch wurde der frühere Ortsteil Handelshäfen aus dem Stadtteil Häfen ausgegliedert und als Ortsteil Überseestadt in den Stadtteil Walle eingegliedert.

### Neustädter Hafen
Fläche: 7,91 km², 8 Einwohner
Der Ortsteil liegt am linken Weserufer, grenzt in der Weser an den Ortsteil Industriehäfen und ist landseitig von den stadtteilfreien Ortsteilen Seehausen und Strom  sowie dem Stadtteil Woltmershausen umgeben. In den Neustädter Häfen auf der linken Weserseite, die nach dem Zweiten Weltkrieg geplant wurden und ab 1964 in Betrieb genommen wurden, ist nur das Becken II, der Lankenauer Hafen und das Wendebecken Neustadt verwirklicht worden. Auf dem 1,1 km² reinen Hafenareal wurden zunächst hauptsächlich Container umgeschlagen. Im Neustädter Hafen wurden 1968 die ersten Container-Brücken in Betrieb genommen. Heute wird in dem Hafen auch eine große Bandbreite an Stückgut umgeschlagen. Die Schwerpunkte bilden Stahlprodukte, Forstprodukte, sowie Maschinen und Anlagen. Über 700 Schiffe werden jährlich im Neustädter Hafen abgefertigt. Betreiber des Neustädter Hafens ist die BLG Cargo Logistics GmbH + Co. KG. In dem Gebiet liegen westlich Teile des Güterverkehrszentrums, unter anderem der Tchibo-Versand. Es gibt aber auch landwirtschaftlich genutzte Flächen sowie Brachland. Beim Bau des Hafenbeckens in den 1960er Jahren wurde eine Hansekogge von 1380 im Weserschlick gefunden, die nunmehr zum Bestand des Deutschen Schifffahrtsmuseums Bremerhaven zählt.

### Industriehäfen
Fläche: 14,76 km², 90 Einwohner

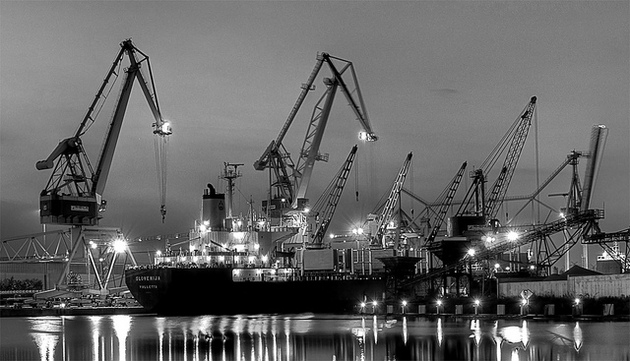
Bremer Industriehafen

Der Ortsteil liegt am rechten Weserufer und grenzt landseitig an die Stadtteile Burglesum, Gröpelingen und Walle.
Die Industriehäfen bestehen hinter der Schleuse Oslebshausen aus den Becken Hüttenhafen (Weserport), Kohlehafen (Kraftwerk Hafen), Kalihafen, Hafen E und Hafen F sowie dem Hafenkanal Hafen A. Zwischen Industriehäfen und Handelshäfen befinden sich an der Weser der kleine Kap-Horn-Hafen (mit dem ehemaligen U-Boot-Bunker Hornisse sowie dem Logistikunternehmen Lexzau, Scharbau) und der Werfthafen (der ehemaligen AG Weser), die beide zu den Industriehäfen zählen. Diese Häfen mit ihren sechs Becken laufen jährlich 2000 Schiffe an. Rund 50 Unternehmen beschäftigen hier rund 3000 Mitarbeiter.
Am südöstlichen Ende des Ortsteils ist auf dem früheren AG-Weser-Gelände die Waterfront Bremen, ein Einkaufszentrum mit Elementen eines Urban Entertainment Centers, entstanden. Auch das Industrie- und Gewerbegebiet zwischen Weser und Sportparksee Grambke, das den Bremer Industrie-Park und das Stahlwerk ArcelorMittal Bremen GmbH umfasst, gehört zum Ortsteil Industriehäfen.

### Hohentorshafen
Fläche: 0,55 km², 27 Einwohner

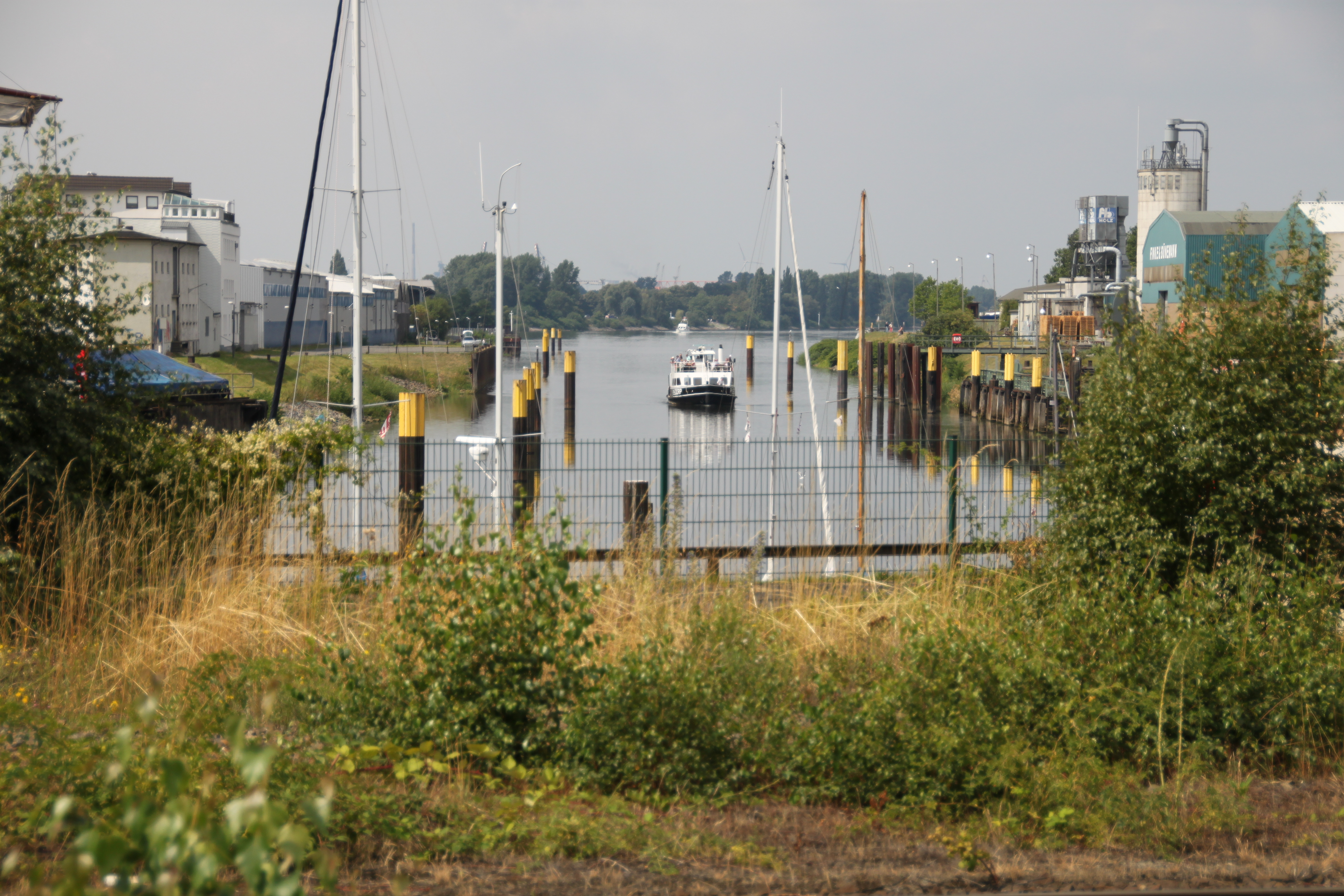
Der Hohentorshafen

Der Ortsteil liegt zentrumsnah auf der linken Weserseite. Landseitig grenzt er an die Stadtteile Neustadt und Woltmershausen, wasserseitig an den Waller Ortsteil Überseestadt.

### Stadtbremisches Überseehafengebiet Bremerhaven
Fläche: 7,81 km², 22 Einwohner

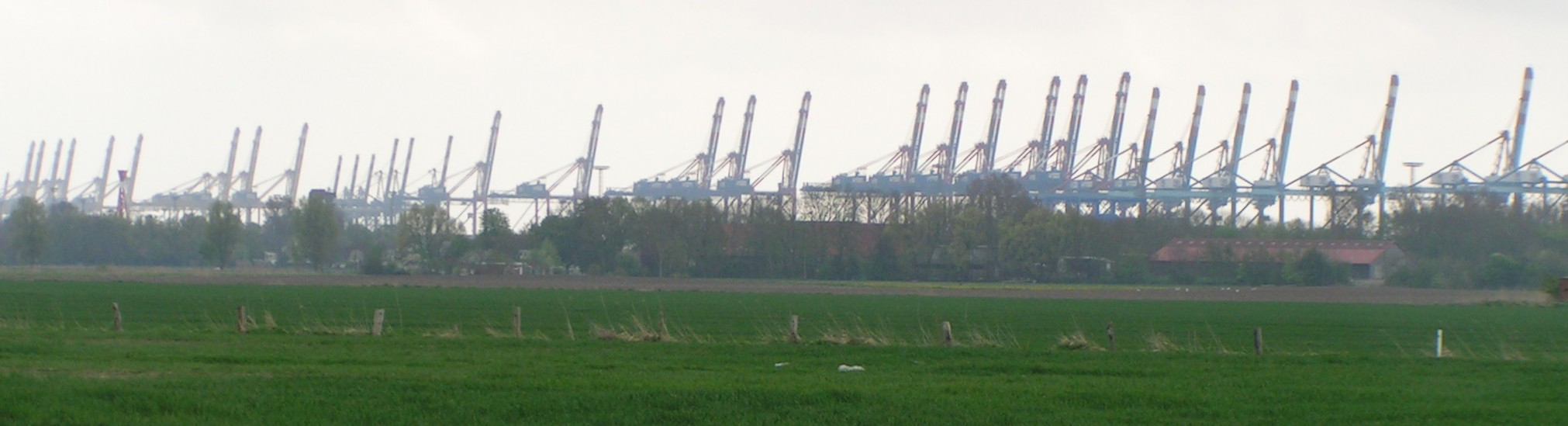
Blick auf das Überseehafengebiet aus Richtung Norden

Abweichende Koordinaten: 53° 34′ N, 8° 33′ O
Das Hafengebiet liegt geografisch im nordwestlichen Teil von Bremerhaven, gehört aber seit dem 1. April 1938 zur Stadt Bremen. Es umfasst die Hafenanlagen Container-Terminal I–III, Columbuskaje, Kaiserhäfen, Nordhafen, Osthafen und Verbindungshafen. Der größte Teil des Stadtbremischen Überseehafengebietes ist durch die Zollgrenze des Bremerhavener Freihafens abgegrenzt.

#### Öffentliche Verwaltung
Im stadtbremischen Überseehafengebiet ist das Hansestadt Bremische Hafenamt zusätzlich zu seinen hafenbezogenen Aufgaben Kontaktstelle für den Bürger zu den zuständigen stadtbremischen Behörden. Weitergehende Aufgaben (z. B. Umweltbehörde) sind Ende 2015 entfallen und werden von den stadtbremischen Behörden wahrgenommen.
Bremen hat in diesem Gebiet verschiedene Verwaltungsaufgaben durch Vertrag der Stadt Bremerhaven übertragen (Kataster, Müllentsorgung, Brandschutz).
Die Bremer Wasserschutzpolizei – Inspektion Bremerhaven – ist in polizeilichen Ordnungsangelegenheiten der schiffbaren Wasserflächen einschließlich Häfen, Schleusen oder Ufer zuständig. Der Bremerhavener Ortspolizei wurden gemäß § 74 Abs. 2 Bremer Polizeigesetz die weiteren, allgemeinen polizeilichen Aufgaben übertragen.

## Geschichte
Die Versandung erschwerte bereits zu Beginn des 17. Jahrhunderts den Schiffsverkehr auf der Weser. Hochseeschiffe steuerten nicht mehr die in der Stadtmitte gelegenen Häfen (Schlachte) an, sondern flussabwärts gelegene Häfen, zunächst Vegesack, später Brake (Unterweser) und ab 1827 Bremerhaven. Um den lukrativen Handel und Schiffsverkehr wieder in die Stadt zu holen, baute Bremen ab 1887 einen flussabwärts des Stadtkerns gelegenen Hafen, den Europahafen. Im Zuge des Beitritts der Freien Hansestadt Bremen zum Deutschen Zollverein 1888 wurde der Europahafen zum Freihafen. Das Hafenbauprojekt war erfolgreich, nach dem ersten Hafenbecken folgten weiter flussabwärts weitere Hafenbecken, zuletzt 1906 der Überseehafen. Der Hafenbetrieb an der Schlachte wurde eingestellt.
In den 1950er Jahren wuchs der Außenhandel. Die auf der rechten Weserseite vorhandenen Umschlagkapazitäten reichten dafür nicht aus. Die Stadt entschloss sich 1960 dazu, ein 1,6 km² großes Gebiet auf der linken Weserseite zu erschließen. Im Februar 1964 nahm dort der Neustädter Hafen als Freihafen seinen Betrieb auf; 1968 wurde er um ein Containerterminal erweitert. 1962 wurde bei Baggerarbeiten zur Erweiterung des Europahafens durch das Baggerschiff Arlesienne vor Rablinghausen ein hölzernes Schiffswrack gefunden; eine versunkene Hansekogge. Die über 2000 gefundenen Teile der Bremer Kogge von 1380 wurden geborgen, konserviert, neu zusammengebaut und im Deutschen Schifffahrtsmuseum in Bremerhaven ausgestellt.
Das Kraftwerk Bremen-Hafen – ein aus zwei Blöcken bestehendes konventionelles Kohlekraftwerk – entstand in den 1980er Jahren. Es verfügt über etwa 450 Megawatt elektrische und 60 Megawatt thermische Leistung. Das Heizkraftwerk produziert durch Kraft-Wärme-Kopplung sowohl Strom als auch Fernwärme für den Bremer Westen. Der Schornstein ist 250 Meter hoch.
Nach der Zuschüttung des Überseehafens 1998 wurde der Freihafen auf der rechten Weserseite Ende der 1990er Jahre eingestellt und die Zollgrenze abgebaut. Reste der Zollhäuser standen 2007 noch. Auch der Europahafen wurde nicht mehr für die Handelsschifffahrt benötigt und um 2010 in einen Yachthafen umgewandelt. Auch der Freihafen auf der linken Weserseite wurde Ende 2007 aufgelöst, weil inzwischen mehrheitlich Gemeinschaftswaren dort umgeschlagen wurden und der Freihafenstatus mehr Verwaltungsaufwand für die ansässigen Betriebe verursachte als wirtschaftliche Vorteile brachte. In Bremen werden heute überwiegend Stückgut- und Massengutschiffe abgefertigt. Die bedeutendsten in Bremen umgeschlagenen Warenarten sind Eisenerz, Koks & Kohle, Stahlprodukte, Forstprodukte und Maschinenteile. 2011 wurden in Bremen-Stadt 12,9 Mio. Tonnen Seegüter umgeschlagen.

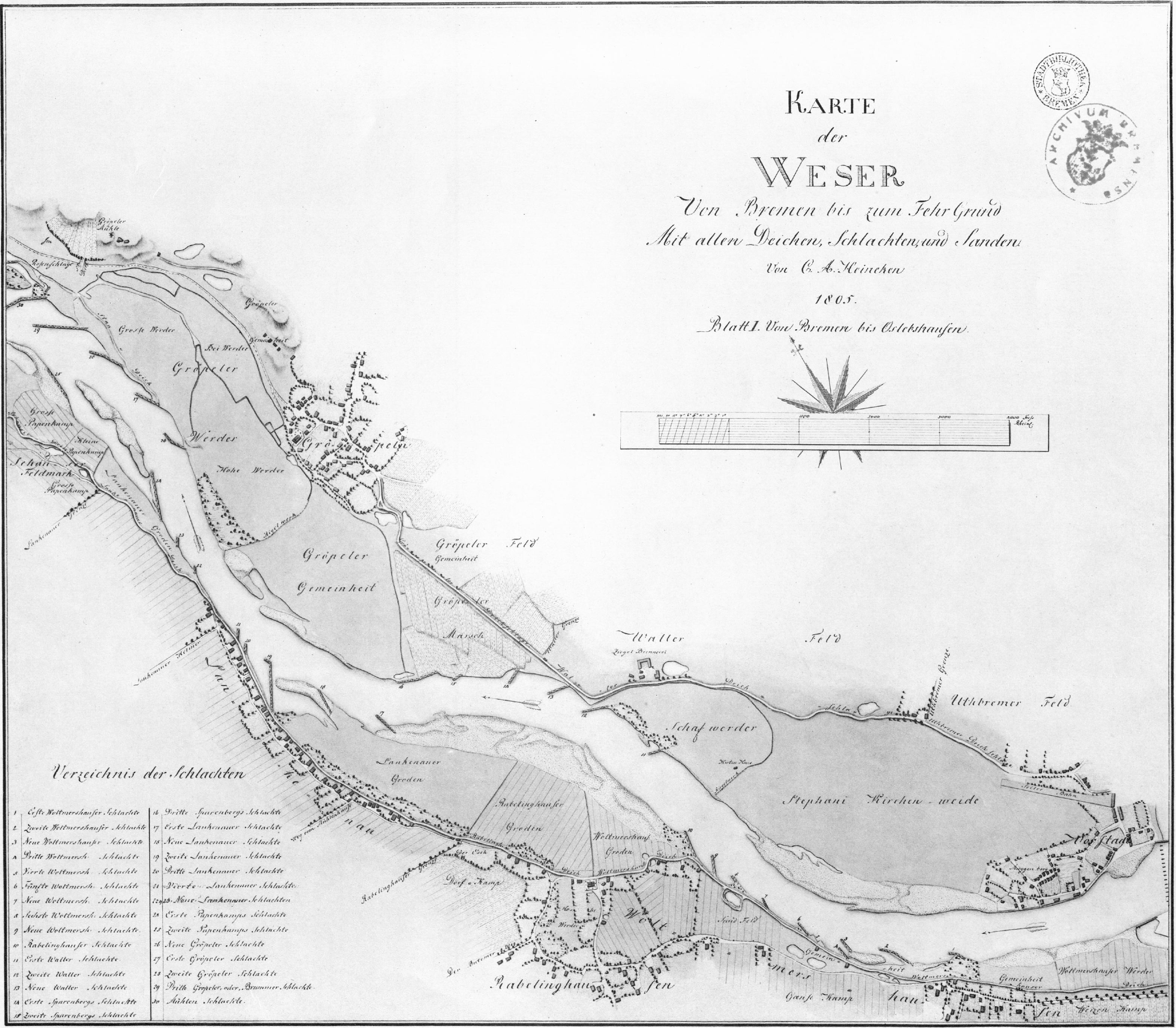
Weser von Bremen bis Oslebshausen (1805)
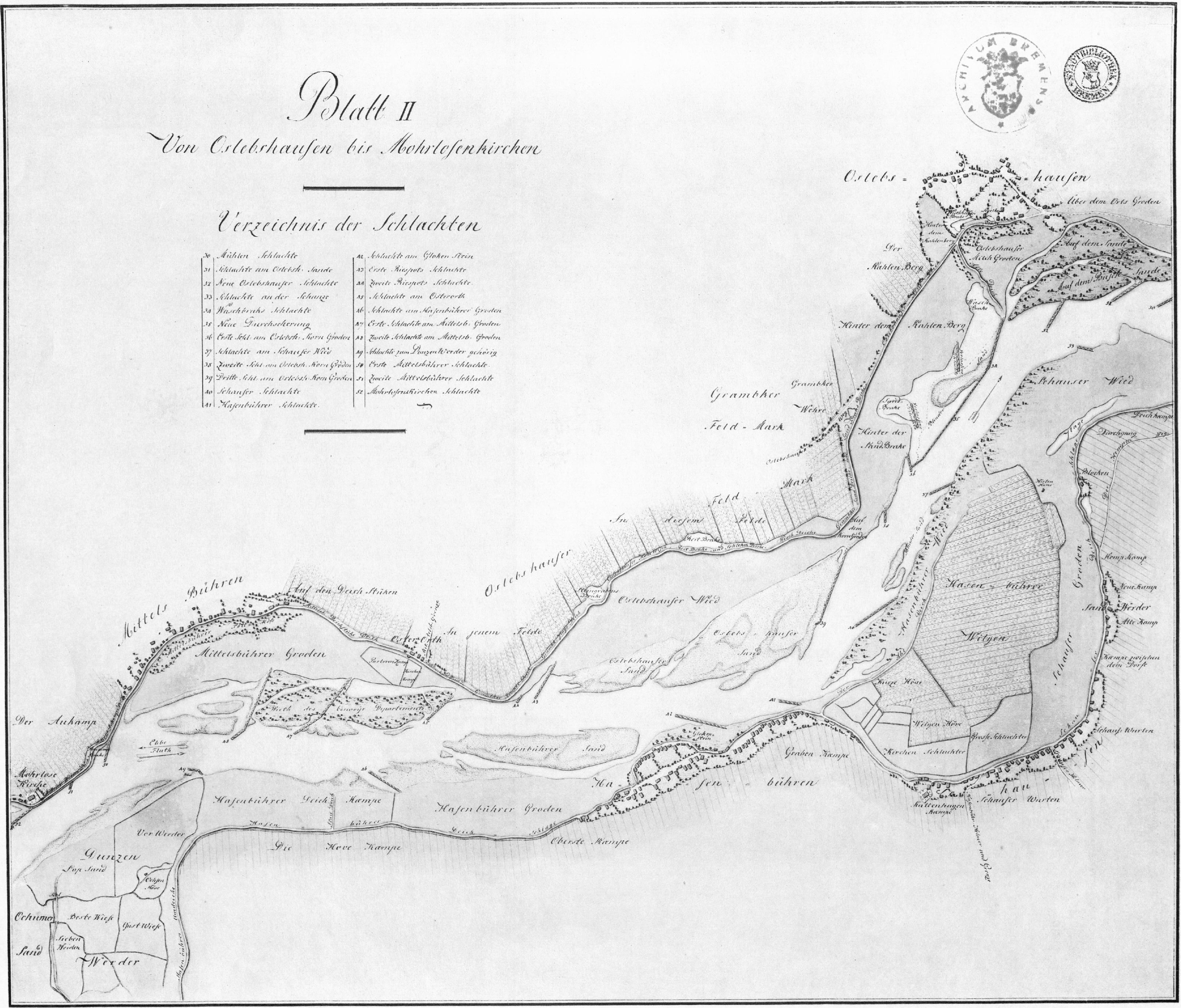
Weser von Oslebshausen bis Mohrlosenkirchen (1805)
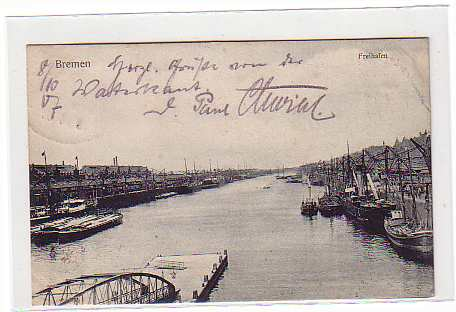
Freihafen (1907)
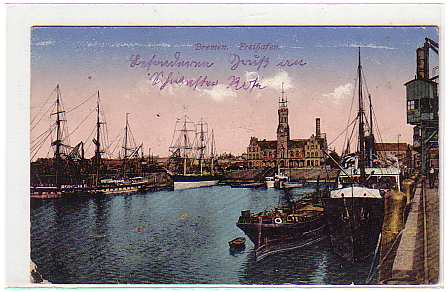
Freihafen (1918)
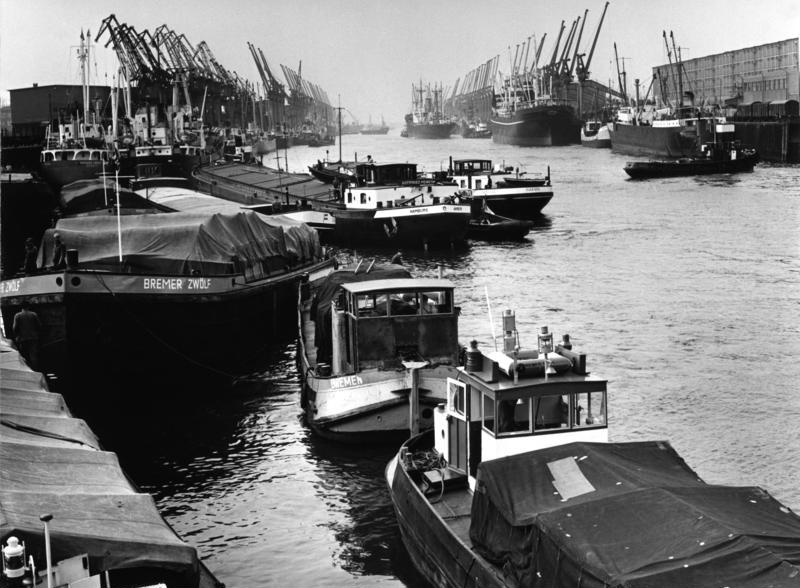
Freihafen (1960)
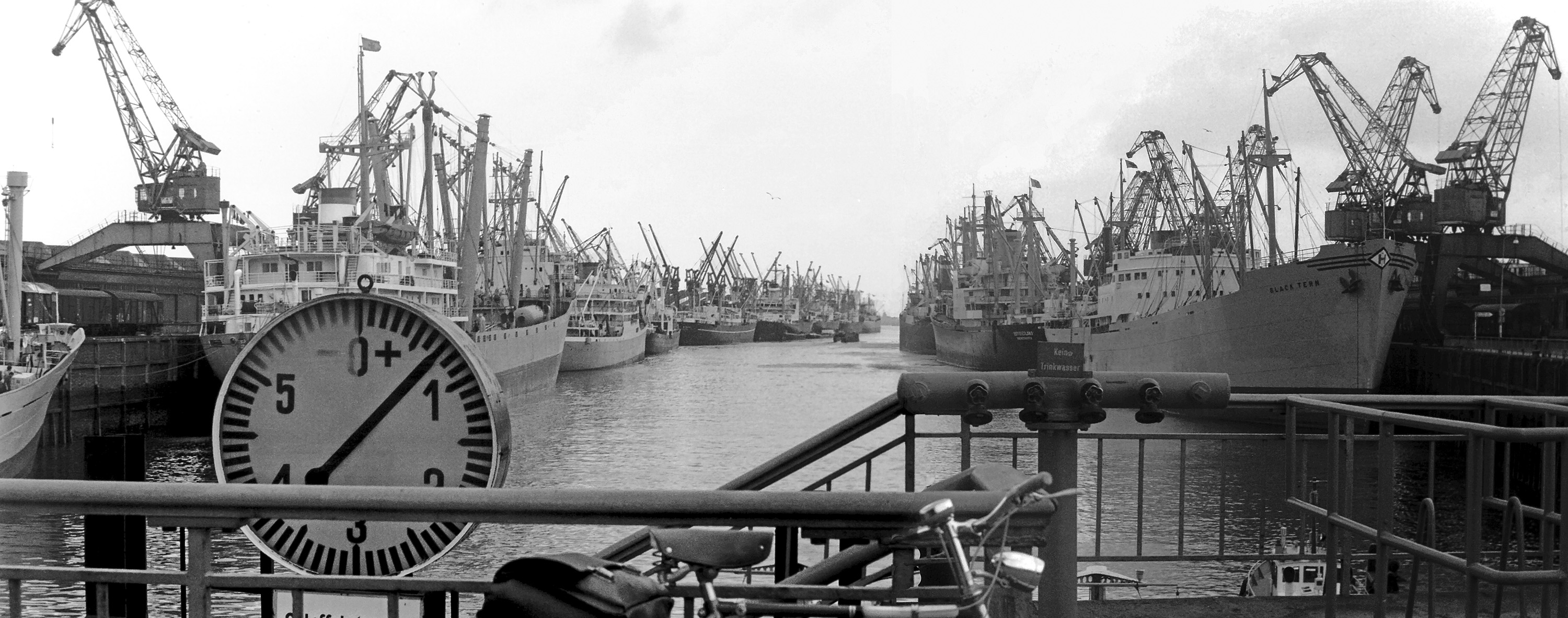
Überseehafen (1966)

## Sehenswürdigkeiten
Das Bürogebäude des Logistikunternehmens Lexzau, Scharbau, das 1968/1969 auf einer Landzunge zwischen der Weser und dem Hafenkanal A der Industriehäfen Bremen nach den Plänen von Gerhard Müller-Menckens erstellt wurde, weist eine Besonderheit auf: Es wurde auf der Decke des während der NS-Zeit gebauten und nicht mehr fertiggestellten U-Boot-Bunkers Hornisse errichtet. Der  11,8 Hektar große Weserportsee mit seinen Uferbereichen steht seit 1994 unter Naturschutz. Im Ortsteil Industriehäfen befindet sich das Veranstaltungszentrum Pier 2 zwischen Getreidehafen und Weser.

## Wirtschaft
Der Güterverkehr über See der Hafengruppe Bremen/Bremerhaven belief sich 2008 auf 74,5 Mio. Tonnen. Noch 2016 war mit 74,2 Mio. Tonnen das Umschlagsmaximum aus der Zeit vor der Finanzkrise 2009–2013 nicht wieder erreicht.
Im Binnenschifffahrtsverkehr wurden 2008 4,2 Mio. Tonnen umgeschlagen. Der Umschlag in Standardcontainern betrug 5,4 Mio. TEU (2008). Die Hafengruppe ist damit nach Hamburg der zweitgrößte Seehafen in Deutschland und der achtgrößte Binnenhafen. Damit sind im Land Bremen 86.000 Arbeitsplätze von den Häfen abhängig.
Im Norden befindet sich das Stahlwerk der ArcelorMittal Bremen GmbH. 1954 fanden die ersten Landankäufe für die Klöckner-Werke auf dem Gebiet von Mittelsbüren statt und 1957 wurde der Produktionsbetrieb für die Hütte am Meer aufgenommen. Um eine drohende Stilllegung zu vermeiden, wurde 1993 das Werk in die neue Firma Stahlwerke Bremen GmbH eingegliedert. 1994 übernahm der luxemburgische Stahlkonzern Arbed die Werke. 2001 fusionierte der Konzern zur Arcelor, die im Juni 2006 von ArcelorMittal übernommen wurde. Um die 3600 Mitarbeiter produzieren bis zu vier Mio. Tonnen Stahl (Stand 2010) im Bremer Werk.

## Verkehr
Handelshäfen und Industriehäfen auf dem rechten Weserufer sind durch die Bremische Hafeneisenbahn erschlossen, die an der Zufahrt zur Eisenbahnbrücke über die Weser und in Oslebshausen mit dem überörtlichen Bahnnetz verbunden ist. Bis 1930 wurde sie von einer eigenständigen Bahngesellschaft betrieben. Der Neustädter Hafen, ein Containerhafen am linken Weserufer, ist mit der Bahnlinie nach Oldenburg durch eine Stichbahn mit Güterbahnhof verbunden, an die auch das Güterverkehrszentrum Bremen angeschlossen wurde.
Der Ortsteil Industriehäfen wird von den Buslinien 80 (verkehrt als Anrufsammeltaxi in Schwachlastzeiten), 81 (Gröpelingen – Bf Oslebshausen – Stahlwerk Tor 2 – Hüttenstraße Süd), sowie der Linien 91 und 92 der BSAG erschlossen, zusätzlich tangiert ihn die Straßenbahnlinie 3 über einen Teil der Hafenrandstraße. Die Neustädter Häfen können montags-freitags durch die Buslinien 62 (Rablinghausen, Stromer Str. – Neustädter Hafen – Hasenbüren) und 63, sowie am Wochenende durch die Buslinien 65 (Rablinghausen, Stromer Str. – Neustädter Hafen – Hasenbüren – Strom – Rablinghausen, Stromer Str.) und 66 (Rablinghausen, Stromer Str. – Strom – Hasenbüren – Ahrensstr. – Rablinghausen, Stromer Str.) erreicht werden. Das Güterverkehrszentrum GVZ wird an Werktagen durch die Buslinie 63 (Hauptbahnhof – Neustadt – Warturm – GVZ – Warturm – Neustadt – Hauptbahnhof) erschlossen.
Der Stadtteil Häfen ist rechts der Weser von der Bundesautobahn 27, über die Abfahrten HB-Überseestadt und HB-Industriehäfen erreichbar. Das nördliche Teilstück der erst abschnittsweise fertiggestellten Bundesautobahn 281 hat bereits eine Abfahrt HB-Burg-Gramke zur Hafenrandstraße, die wie alle längeren Straßen in Bremen keinen einheitlichen Namen hat. Die Neustädter Häfen links der Weser können über die Autobahn A 281 erreicht werden.